# Branko Popović
Branko Popović, hrvaško-srbski general, * 14. januar 1897 - †  1980, Zagreb?

## Življenjepis
Popović, častnik VKJ, je med letoma 1941 in 1945 v nemškem vojnem ujetništvu; v tem času je organiziral NOVJ v taborišču. Po vojni je deloval v Generalštabu JLA.